# Divize E 2015/2016
V soubojích 25. ročníku Moravskoslezské divize E 2015/16 (jedna ze skupin 4. fotbalové ligy) se utkalo 16 týmů každý s každým dvoukolovým systémem podzim–jaro. Tento ročník odstartoval v sobotu 8. srpna 2015 úvodními pěti zápasy 1. kola a skončil v sobotu 11. června 2016 zbývajícími šesti zápasy přesunutého 17. kola.

## Nové týmy v sezoně 2015/16
- Z MSFL 2014/15 sestoupilo do Divize E mužstvo SFC Opava „B“.
- Z Přeboru Moravskoslezského kraje 2014/15 postoupilo vítězné mužstvo FC Odra Petřkovice, 1. BFK Frýdlant nad Ostravicí (2. místo) a FK Krnov (4. místo).
- Z Přeboru Olomouckého kraje 2014/15 postoupilo vítězné mužstvo FK Nové Sady.
- Z Přeboru Zlínského kraje 2014/15 postoupilo vítězné mužstvo FC Vsetín.

## Kluby podle krajů
- Moravskoslezský (9): SFC Opava „B“, TJ Lokomotiva Petrovice, FK Nový Jičín, MFK Havířov, TJ Jiskra Rýmařov, FC Dolní Benešov, FC Odra Petřkovice, 1. BFK Frýdlant nad Ostravicí, FK Krnov.
- Zlínský (5): FC TVD Slavičín, FC Elseremo Brumov, TJ Valašské Meziříčí, FC Velké Karlovice + Karolinka, FC Vsetín.
- Olomoucký (2): SK Hranice, FK Nové Sady.

## Nejlepší střelec
Nejlepšími střelci ročníku se stali Radovan Lokša z FK Nový Jičín a Tomáš Šupák z SK Jiskra Rýmařov, oba vstřelili 25 branek (Lokša ve 29 startech odehrál 2 404 minuty, Šupák 30/2 013).

## Konečná tabulka
| Poř. | Tým                               | Z  | V  | R | P  | VG | OG | B  |
| ---- | --------------------------------- | -- | -- | - | -- | -- | -- | -- |
| 1.   | FC Odra Petřkovice (N)            | 30 | 21 | 1 | 8  | 53 | 29 | 64 |
| 2.   | TJ Lokomotiva Petrovice           | 30 | 16 | 7 | 7  | 54 | 23 | 55 |
| 3.   | FC TVD Slavičín                   | 30 | 15 | 8 | 7  | 50 | 31 | 53 |
| 4.   | TJ Valašské Meziříčí              | 30 | 15 | 6 | 9  | 50 | 36 | 51 |
| 5.   | FK Nový Jičín                     | 30 | 14 | 7 | 9  | 46 | 32 | 49 |
| 6.   | SK Jiskra Rýmařov                 | 30 | 13 | 7 | 10 | 58 | 40 | 46 |
| 7.   | FK Nové Sady (N)                  | 30 | 12 | 5 | 13 | 51 | 47 | 41 |
| 8.   | FC Dolní Benešov                  | 30 | 12 | 5 | 13 | 41 | 47 | 41 |
| 9.   | SFC Opava „B“ (S)                 | 30 | 10 | 8 | 12 | 44 | 42 | 38 |
| 10.  | SK Hranice                        | 30 | 11 | 4 | 15 | 48 | 48 | 37 |
| 11.  | FC Elseremo Brumov                | 30 | 10 | 6 | 14 | 33 | 59 | 36 |
| 12.  | MFK Havířov                       | 30 | 10 | 5 | 15 | 37 | 56 | 35 |
| 13.  | FC Velké Karlovice + Karolinka    | 30 | 9  | 7 | 14 | 25 | 37 | 34 |
| 14.  | 1. BFK Frýdlant nad Ostravicí (N) | 30 | 9  | 6 | 15 | 36 | 61 | 33 |
| 15.  | FK Krnov (N)                      | 30 | 8  | 7 | 15 | 34 | 54 | 31 |
| 16.  | FC Vsetín (N)                     | 30 | 7  | 7 | 16 | 28 | 46 | 27 |

Poznámky:
- Z = Odehrané zápasy; V = Vítězství; R = Remízy; P = Prohry; VG = Vstřelené góly; OG = Obdržené góly; B = Body; (S) = Mužstvo sestoupivší z vyšší soutěže; (N) = Mužstvo postoupivší z nižší soutěže (nováček)

|  | Postup do MSFL 2016/17                            |
|  | Přechod do Divize D 2016/17                       |
|  | Sestup do Přeboru Moravskoslezského kraje 2016/17 |
|  | Sestup do Přeboru Zlínského kraje 2016/17         |